# Skärvsten

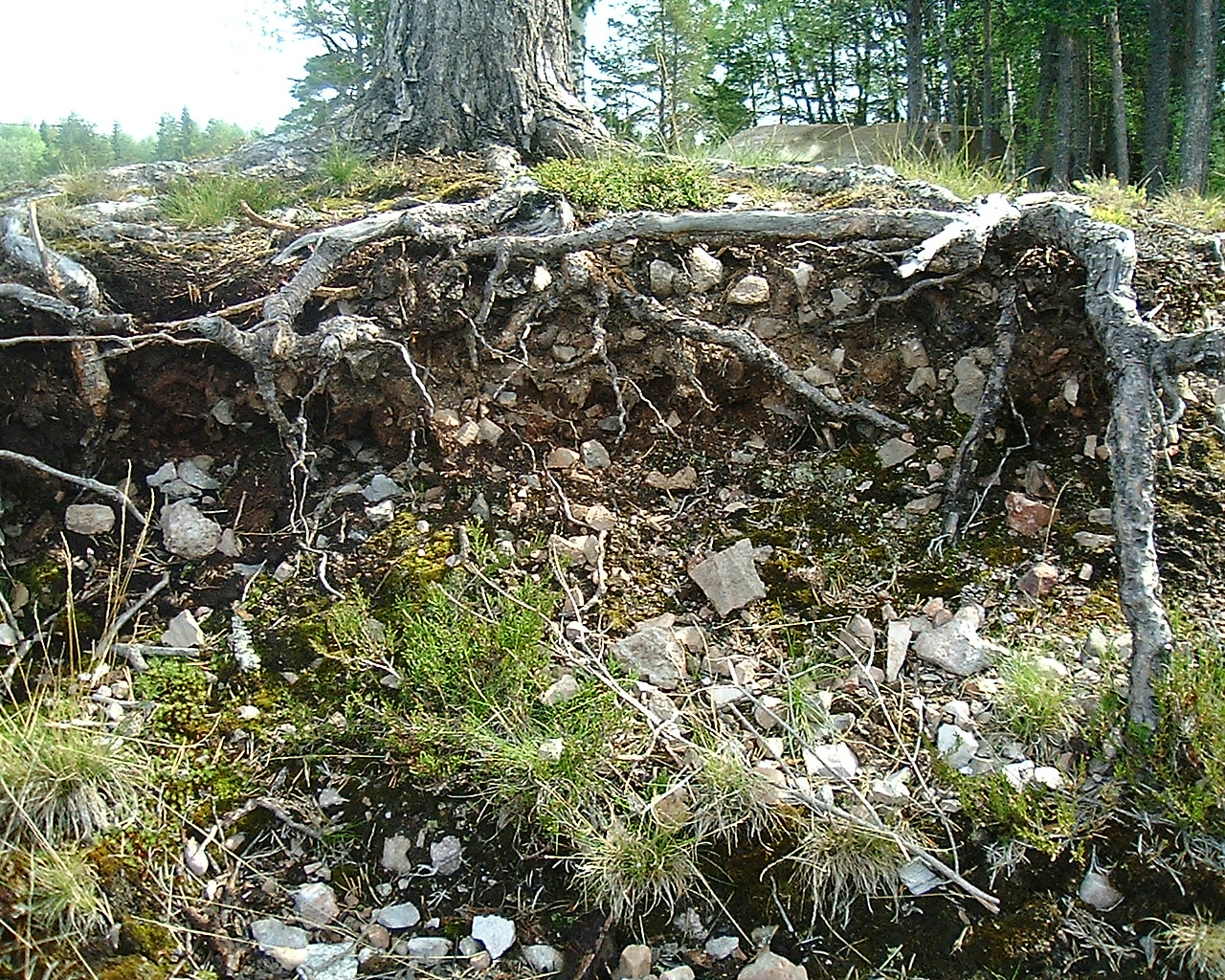
Skärvsten som eroderat fram i strandkanten, Ulriksfors, Strömsund.

Skärvsten är en sten som har blivit kraftigt upphettad och därigenom spruckit och ibland blivit porös. Skärvsten förekommer ofta i stora mängder vid förhistoriska boplatser på grund av långvarig aktivitet på en och samma plats. Skärvsten kallas även för skörbränd sten.
Skärvsten förekommer på boplatser från större delen av förhistorisk tid men är rikligast förekommande från sten- och bronsålder. Under brons- och äldsta järnålder förekommer skärvstenshögar i anslutning till boplatserna i vissa områden.
Benämningen används också för den avhuggna, icke användbara stenen, för att producera exempelvis gat- eller byggnadssten i stenhuggeri och stenbrott eller restprodukten efter sprängarbeten. 